# 宇文盛 (忠城郡公)
宇文盛（6世纪?—580年），字保興，代人，中國南北朝時期西魏、北周的軍事人物，沃野鎮軍主宇文孤之子。

## 生平
宇文盛的祖先本為破野頭氏，臣屬於鮮卑宇文俟豆歸，隨主人改姓為宇文氏。
宇文盛入宇文泰幕下，討伐侯莫陳悅，任威烈將軍，封漁陽縣子。537年，兼都督。從軍討伐竇泰，奪弘農，參加沙苑之戰，任都督、平遠將軍、歩兵校尉，進爵位為公。後擔任馮翊郡太守，加帥都督、西安州大中正、通直散騎常侍、撫軍將軍。歷任大都督、車騎大將軍、儀同三司、驃騎大將軍、開府儀同三司、鹽州刺史。
557年，密告楚國公趙貴謀殺宇文護的計劃。趙貴被處死，宇文盛任大將軍，進爵忠城郡公，出任涇州都督。跟隨賀蘭祥平定洮陽、洪和二城。轉任延州總督，進位柱國。
570年四月，入朝任大宗伯。571年，在齊國公宇文憲屬下攻擊北齊。汾州長期在北齊包圍困中，宇文盛受宇文憲之命向汾州運糧。其後，在姚襄城遭遇北齊段韶大軍，宇文盛奮戰，段韶撤退，宇文盛築大寧城後歸還。573年，任少師。576年，在周武帝的指揮下攻打北齊，率歩騎1萬守汾水關。周宣帝即位，受上柱國之位。580年，宇文盛去世。

## 家庭

### 兄弟
- 宇文丘，北周柱國、涼甘瓜三州諸軍事、涼州刺史、安義縣公

### 子女
- 宇文归
- 宇文述，隋朝上柱国、开府仪同三司、左翊卫大将军、光禄大夫、许恭公
- 宇文静
- 宇文氏，嫁隋朝右骁卫大将军、光禄大夫、郕国公李浑[3]

## 延伸阅读
[在维基数据编辑]
 《周書·卷29》，出自令狐德棻《周書》